# Hemigaleus microstoma
Hemigaleus microstoma é uma espécie incomum de tubarão da ordem Carcharhiniformes e da família Hemigaleidae [en]. Nativo do sul da Índia, sul da China e partes do Sudeste Asiático, vive em águas rasas até uma profundidade de 170 metros. Este tubarão de corpo esguio é caracterizado por sua boca muito curta, dentes superiores largos com serrilhas apenas na borda posterior e barbatanas fortemente falciformes com pontas brancas evidentes nas duas barbatanas dorsais. Sua coloração é cinza-clara ou bronze, frequentemente com pequenas manchas brancas nas laterais; atinge um comprimento máximo conhecido de 1,1 metro.
Passando a maior parte do tempo próximo ao fundo do mar, o tubarão Hemigaleus microstoma é um predador especializado em cefalópodes. Seu modo reprodutivo é vivíparo, no qual os filhotes em desenvolvimento formam uma conexão placentária com a mãe. As fêmeas provavelmente dão à luz duas vezes por ano, com cada ninhada consistindo de dois a quatro filhotes. É amplamente capturado pela pesca artesanal e utilizado para carne, barbatanas e farinha de peixe; sua baixa abundância natural e taxa reprodutiva significam que ele não suporta grande pressão pesqueira. Dado que a atividade pesqueira é intensa em toda a sua distribuição, a União Internacional para a Conservação da Natureza (IUCN) classificou esta espécie como vulnerável.

## Taxonomia
O ictiólogo holandês Pieter Bleeker descreveu Hemigaleus microstoma em 1852. Ele atribuiu o epíteto específico microstoma, do grego mikros ("pequeno") e stoma ("boca"), e colocou-o em um novo gênero, Hemigaleus [en]. Sua descrição baseou-se em duas fêmeas de Jacarta, Indonésia, medindo 63 e 70 cm de comprimento. Esta espécie já foi considerada presente na Austrália, mas essa população é agora reconhecida como uma espécie distinta, Hemigaleus australiensis. A descrição de Yuanting Chu em 1960 de Negogaleus brachygnathus em águas chinesas provavelmente refere-se à mesma espécie que H. microstoma. A descrição de Albert William Herre em 1929 de Hemigaleus machlani nas Filipinas, embora pouco detalhada, também é consistente com esta espécie.

## Descrição

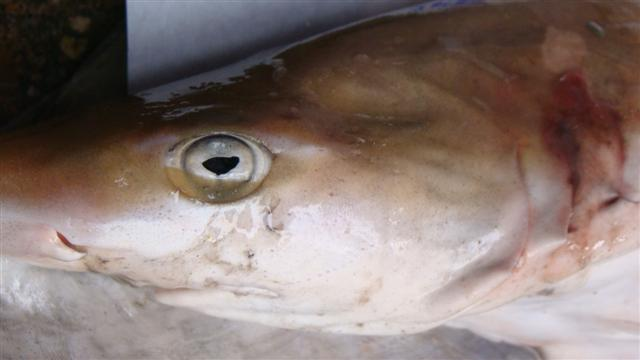
Características distintivas de Hemigaleus microstoma incluem seu espiráculo e boca curta.

Hemigaleus microstoma é uma espécie de corpo esguio que atinge 1,1 metro de comprimento. O focinho é relativamente longo e arredondado, com narinas precedidas por abas de pele curtas. Os olhos ovais e grandes possuem membrana nictitante e são seguidos por espiráculos minúsculos. A boca forma um arco muito curto e largo, ocultando os dentes quando fechada. Sulcos moderadamente longos estão presentes nos cantos da boca. Há 25–34 fileiras de dentes superiores e 37–43 inferiores; os dentes superiores são largos e angulados, com borda anterior lisa e borda posterior fortemente serrilhada, enquanto os dentes inferiores são estreitos, eretos e de bordas lisas. Os cinco pares de fendas branquiais são curtos.
As barbatanas são fortemente falciformes (em forma de foice), especialmente as barbatanas dorsais, barbatanas pélvicas e o lobo inferior da barbatana caudal. As barbatanas peitorais são estreitas e pontiagudas. A primeira barbatana dorsal está posicionada aproximadamente a meio caminho entre as barbatanas peitorais e pélvicas. A segunda barbatana dorsal tem cerca de dois terços da altura da primeira e está posicionada ligeiramente à frente da barbatana anal. A barbatana anal é menor que a segunda barbatana dorsal. A superfície dorsal do pedúnculo caudal apresenta uma incisura em forma de crescente na origem da barbatana caudal. A barbatana caudal assimétrica possui um lobo inferior bem desenvolvido e um lobo superior longo com uma incisura ventral próxima à ponta. Os dentículos dérmicos são pequenos e sobrepostos; cada um possui cinco cristas horizontais que levam a dentes marginais. A coloração é cinza-clara ou bronze na parte superior, muitas vezes com pequenas manchas brancas nas laterais, e pálida na parte inferior. As barbatanas dorsais têm pontas brancas, especialmente evidentes na segunda dorsal, que é majoritariamente escura.

## Distribuição e habitat
O tubarão Hemigaleus microstoma é encontrado no sul da Índia, Sri Lanka, sul da China, Taiwan, e de Java a Bornéu. Pode também ocorrer nas Filipinas e no Mar Vermelho, embora os espécimes dessas regiões precisem ser comparados taxonomicamente com os de sua distribuição confirmada. Não parece ser naturalmente muito comum. Esta espécie habita plataformas continentais e insulares desde águas costeiras até pelo menos 170 metros de profundidade, geralmente nadando próximo ao fundo do mar.

## Biologia e ecologia

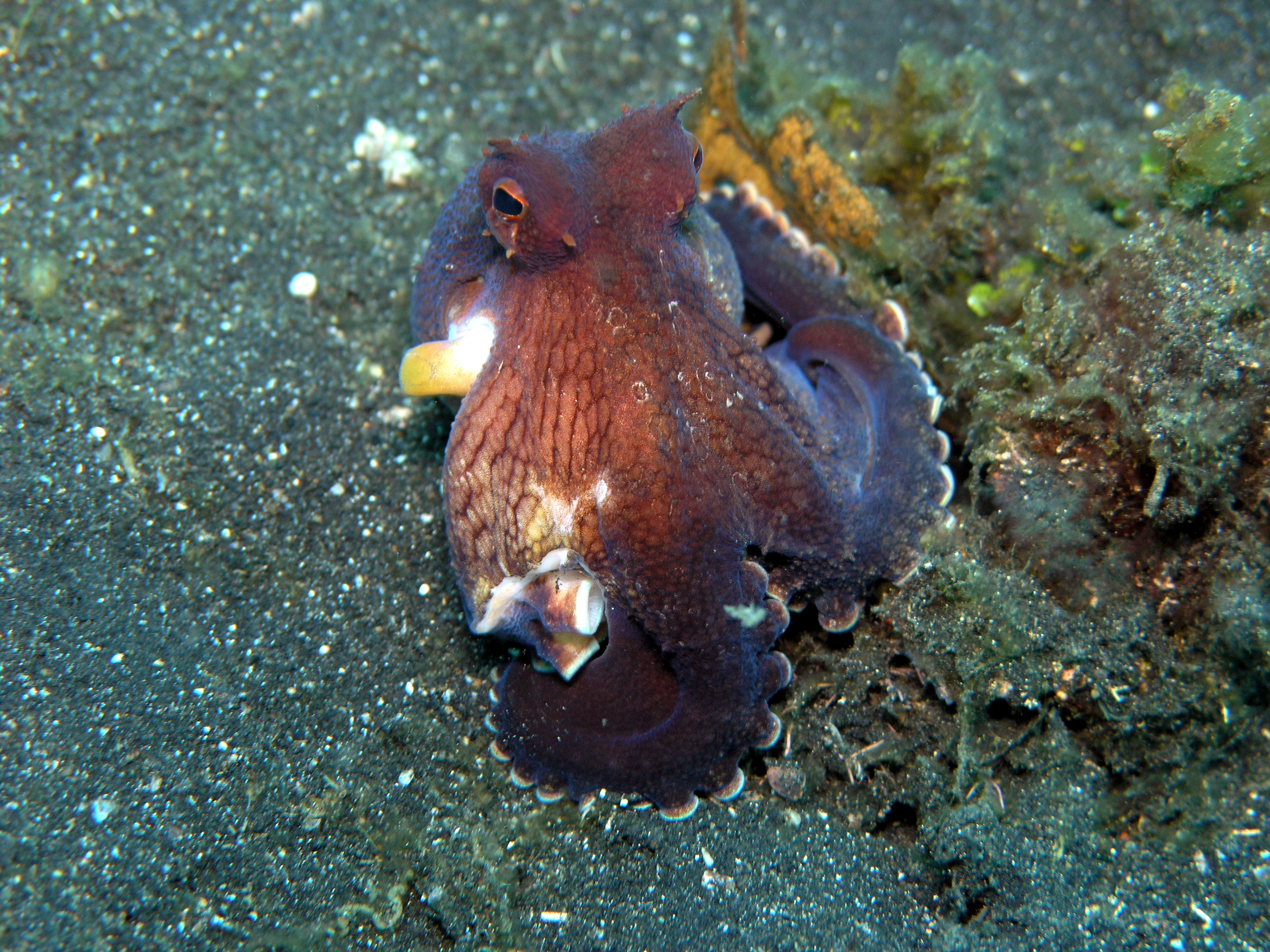
Polvos e outros cefalópodes são as principais presas de Hemigaleus microstoma.

A dieta de Hemigaleus microstoma é composta quase inteiramente por cefalópodes, embora crustáceos e equinodermos possam ser consumidos raramente. Sua boca pequena e fendas branquiais curtas podem ser adaptações para capturar cefalópodes por sucção, enquanto suas mandíbulas fracas e dentes pequenos refletem uma dieta de presas majoritariamente de corpo mole. Esta espécie é vivípara, com os embriões em desenvolvimento sustentados até o nascimento por uma conexão placentária formada a partir do saco vitelino esgotado. As fêmeas provavelmente produzem duas ninhadas por ano, sugerindo um período de gestação inferior a seis meses. Entre dois e quatro filhotes nascem por vez (média de 3,3); os recém-nascidos medem aproximadamente 45 cm de comprimento. Machos atingem a maturidade sexual com cerca de 74–75 cm de comprimento, enquanto fêmeas amadurecem com cerca de 75–78 cm.

## Interações com humanos
O tubarão Hemigaleus microstoma não é perigoso para humanos. É capturado por pescadores artesanais em toda a sua distribuição, principalmente em redes de emalhar flutuantes e fixas no fundo, mas também em arrastões de fundo e em palangres. A carne é consumida, as barbatanas são usadas em sopa de barbatanas de tubarão, e os miúdos são processados em farinha de peixe. No entanto, o pequeno tamanho deste tubarão limita seu valor econômico. A União Internacional para a Conservação da Natureza (IUCN) classificou o tubarão Hemigaleus microstoma como vulnerável, observando que é naturalmente incomum e reside em regiões com pesca intensa. Além disso, em comparação com o tubarão relacionado Hemigaleus australiensis, é menos produtivo, sendo menos resiliente à pressão pesqueira.